# Valdastico
Valdastico (velenceiül Valdàstego) település Olaszországban, Veneto régióban, Vicenza megyében. Lakosainak száma 1156 fő (2023. január 1.). Valdastico Arsiero, Cogollo del Cengio, Lastebasse, Luserna, Pedemonte, Roana, Rotzo és Tonezza del Cimone községekkel határos.

## Népesség
A település népességének változása:
| Lakosok száma | 1281 | 1274 | 1156 |
|               | 2017 | 2018 | 2023 |